# Shift
Lo shift  è un'operazione  che consiste nello spostare verso destra o verso sinistra la posizione delle cifre di un numero, espresso in una base qualsiasi, inserendo uno zero nelle posizioni lasciate libere.

## Descrizione
Questa operazione equivale a moltiplicare (shift a sinistra) o a dividere (shift a destra) il numero di partenza per una potenza della base. 
Detta {\displaystyle m} la base con cui il numero è espresso, uno spostamento di {\displaystyle n} posizioni verso destra delle cifre del numero equivale a una sua divisione per {\displaystyle m^{n}}. Analogamente, uno spostamento di {\displaystyle n} posizioni verso sinistra equivale a una sua moltiplicazione per {\displaystyle m^{n}}.
Nel caso di un numero espresso nel sistema decimale, con {\displaystyle m=10}, uno spostamento di una cifra equivale quindi a una moltiplicazione o divisione per {\displaystyle 10^{1}=10}, uno spostamento di due cifre equivale a una moltiplicazione o divisione per {\displaystyle 10^{2}=100} e così via.
Questa proprietà trova un'applicazione specifica nell'elettronica digitale, in cui le operazioni vengono eseguite nel sistema binario ({\displaystyle m=2}) in quanto consente di realizzare circuiti elettronici di moltiplicazione o divisione per due o potenze di due tramite una logica molto semplice di registri a scorrimento ad inserzione di zeri.